# NGC 1292
NGC 1292 je galaksija u zviježđu Kemijska peć.

## Vanjske poveznice
- SEDS: NGC 1292